# Catorce necesidades fundamentales según Virginia Henderson
Las catorce necesidades fundamentales representan un modelo conceptual en ciencias humanas y especialmente en cuidados de enfermería. Este modelo forma parte de las corrientes del pensamiento enfermero, y fue propuesto por Virginia Henderson en 1947. La visión de la interdependencia de las necesidades humanas y de sus respectivas satisfacciones, surgida de la práctica profesional de Virginia Henderson, estuvo muy marcada por la corriente conductista. Enseñados en los estudios de enfermería, estas catorce necesidades fundamentales se basaron en la práctica profesional de su autora.

## Descripción del modelo
Según el modelo de Virginia Henderson, las necesidades fundamentales del ser humano pueden ser clasificadas según una lista ordenada que los propios profesionales de la salud con frecuencia ya utilizan para atender a una persona (enferma o en buena forma).
Virginia Henderson estableció su clasificación basándose en una visión paradigmática, teniendo en cuenta tanto los aspectos biológicos como los psicológicos y sociales (necesidades primarias, homeostasis –condición interna estable–, necesidades secundarias), y también teniendo en cuenta los aspectos espirituales (bien ser, necesidades terciarias y desarrollo personal –Autorrealización–).
Este modelo incluye la noción de satisfacción de necesidades, es decir, la capacidad y la estrategia de poder llenar una pérdida, y de mantener o mejorar un estado. 
Esta visión esquemática del funcionamiento humano y de las necesidades que se requieren, es una guía para el profesional de la salud. El entramado de las catorce necesidades también es utilizado para establecer la anamnesis de una persona y la colecta de datos enfermeros, cuando dicha persona solicita asistencia, y en especial cuando requiere cuidados médicos. Esa enumeración de necesidades también es utilizada en psiquiatría, aun cuando los pacientes no hubiesen requerido asistencia.
Las asunciones y los valores filosóficos del modelo son los siguientes:
- 1.‐  Los enfermeros tienen una función propia, aunque compartan actividades con otros profesionales de la salud.
- 2.‐  Cuando un enfermerao asume el rol de médico, abandona su función propia.
- 3.‐  La sociedad espera un servicio del enfermero, que no puede darle otro profesional.

Las asunciones científicas o postulados del modelo son los siguientes:
- 1.‐  La persona atendida es un todo complejo, con 14 necesidades básicas.
- 2.‐  La persona quiere la independencia y se esfuerza por lograrla.
- 3.‐  Cuando una necesidad no está satisfecha, entonces la persona no es un todo.

Los elementos fundamentales a considerar son los siguientes:
- 1.‐  El objetivo de los cuidados es ayudar a la persona a satisfacer sus necesidades.
- 2.‐  El usuario del servicio es la persona que presenta un déficit real o potencial, en la satisfacción de algunas de sus necesidades básicas.
- 3.‐  El rol del enfermero es complementar la autonomía de la persona, ayudándola a lograr la independencia o supliéndola en lo que no pueda realizar.

Las fuentes de dificultad por las que se deben prodigar cuidados, pueden ser:
- 1.‐  Falta de fuerza física (no se puede hacer) o psíquica (por qué hacer, y para qué).
- 2.‐  Falta de conocimientos (qué y cómo hacer).
- 3.‐  Falta de voluntad (falta deseo de hacer).

La intervención del enfermero se circunscribe a aumentar, completar, sustituir, reforzar, y/o enseñar.

## Las catorce necesidades
Las necesidades fundamentales elaboradas por Virginia Henderson son las que se enumeran a continuación :
- (1). Respirar normalmente (en inglés: breathe normally).
Capacidad de la persona para mantener sus intercambios gaseosos, con un nivel suficiente y con una buena oxigenación.
- (2). Beber y comer adecuadamente (en inglés: eat and drink adequately).
Capacidad de la persona para beber y comer, masticar y deglutir. Igualmente, tener hambre, y entonces, poder absorber suficientes nutrientes como para capitalizar la energía necesaria para desarrollar la propia actividad.
- (3). Eliminar adecuadamente desechos y secreciones humanas (en inglés: eliminate body wastes).
Capacidad de la persona para en forma autónoma eliminar orina y materia, asegurando su higiene íntima. Igualmente, saber eliminar otros desechos del funcionamiento del organismo, manteniendo la higiene corporal.
- (4) Moverse y mantener una buena postura (en inglés: move and maintain desirable postures).
Capacidad de la persona para desplazarse sola o con ayuda de medios mecánicos, y asimismo, de arreglar su domicilio aunque fuere en forma mínima y a efectos que el mismo mejor se adecue a sus necesidades y a su confort. Igualmente, conocer los límites del propio cuerpo.
- (5) Dormir y descansar (en inglés: sleep and rest).
Capacidad de la persona a dormir lo suficiente como para sentirse descansada, más repuesta, y con renovada iniciativa. Igualmente, saber gestionar la propia fatiga y el propio potencial de energía y dinamismo.
- (6) Vestirse y desvestirse (en inglés: select suitable clothes—dress and undress).
Capacidad de la persona para vestirse y desvertirse, así como para elegir y comprar su vestimenta. Igualmente, capacidad e interés para construir su propia identidad física y mental a través de la vestimenta y de las modas.
- (7) Mantener la temperatura corporal en límites normales (37,2 °C), eventualmente actuando sobre el medio ambiente y/o sobre la propia vestimenta (en inglés: maintain body temperature within normal range by adjusting clothing and modifying the environment).
Capacidad de la persona para abrigarse en función de la temperatura del ambiente, y a apreciar los propios límites en este sentido. Capacidad para abrir y cerrar ventanas según mejor convenga, y/o actuar respecto del entorno de manera conveniente.
- (8) Mantener la higiene personal y proteger los propios tegumentos (en inglés: keep the body clean and well groomed and protect the integument).
Capacidad de la persona para lavarse por sí mismo y mantener su higiene personal, así como a servirse de productos y de utensilios para mejor mantener piel, cabellos, uñas, dientes, encías, orejas, etc, y así sentir bienestar y mayor conformidad consigo mismo.
- (9) Detectar y evitar peligros, y evitar perjudicar a otros (en inglés: avoid dangers in the environment and avoid injuring others).
Capacidad para mantener y promover la propia integridad física y mental de sí mismo y de terceros, en conocimiento de los peligros potenciales del entorno.
- (10) Comunicarse con los semejantes (en inglés: communicate with others in expressing emotions, needs, fears, or opinions).
Capacidad para ser comprendido y comprender, gracias a la actitud y postura, a las palabras, y/o a un código. Igualmente, capacidad para insertarse e integrarse a un grupo social, viviendo plenamente las relaciones afectivas y la propia sexualidad.
- (11) Reaccionar según las propias creencias y valores (en inglés: worship according to one’s faith).
Capacidad de la persona a explorar, conocer, y promover, sus propios principios, valores, y creencias. Igualmente, manejar esas cuestiones a efectos de elaborar y elucubrar el sentido que le desea dar a la propia vida y a su paso por la sociedad.
- (12) Ocuparse para sentirse realizado (en inglés: work in such a way that there is a sense of accomplishment).
Capacidad de la persona para participar e interesarse en alguna actividad creativa y/o de interés social, así reforzando su autoestima y su sentimiento de alegría y autorrealización personal. Igualmente, cumplir algún tipo de rol en una organización social, y darse a ello con interés, dedicación, y empeño.
- (13) Recrearse y entretenerse (en inglés: play or participate in various forms of recreation).
Capacidad de la persona para distraerse, entretenerse, y cultivarse. Igualmente, interés de la persona para invertir tiempo y energía en una actividad alejada de sus problemáticas personales (por ejemplo un juego, un audiovisual, etc), obteniendo con ello algún tipo de satisfacción personal.
- (14) Aprender en sus variadas formas (en inglés: learn, discover, or satisfy the curiosity that leads to normal development and health and use the available health facilities).
Capacidad de la persona para aprender de otros o de la producción de algún evento, y capacidad para evolucionar. Asimismo, capacidad para adaptarse a un cambio, y tener resiliencia como para poder sobreponerse a períodos de dolor emocional y a situaciones adversas. Asimismo, poder transmitir algún tipo de saber o de conocimiento. Aprender, descubrir, y satisfacer curiosidades, forma parte del desarrollo normal y de una u otra forma contribuye a la propia salud física y mental.

Llamado de atención : Todas la necesidades que vienen de enumerarse deben ser consideradas con similar atención. Cada individuo puede tener en algún momento, alguna laguna o descontrol respecto de una o varias de las necesidades señaladas, y lo importante en estos casos es determinar si se trata de algo meramente circunstancial, o si por el contrario lo observado refleja un comportamiento reiterado, sistemático, o continuo.

### La investigación y la identificación de las necesidades fundamentales
La investigación es una vía que tienen los enfermeros y quienes se dedican a la enfermería, para « provar el fundamento de un tipo de práctica o de manipulación » y así de « legitimar su estatuto ». pero Virginia HENDERSON se lamenta de que las investigaciones en esta materia están centradas en la propia profesión y en la propia enseñanza y capacitación, y mucho menos en las consecuencias de los cuidados y de las prácticas.
Y ella pudo llegar a esta conclusión, luego del estudio que realizara con Léo Simmons, cuyo objetivo precisamente era el de repertoriar las investigaciones realizadas. Y Virginia explica con facilidad esta tendencia, dado el hecho que las investigaciones son en su mayoría hechas por enfermeros tanto enseñantes como gestores, pero que han obtenido una titulación universitaria. Virginia preconiza pues realizar investigaciones sobre la práctica de la enfermería y sus consecuencias sobre las personas, con orientación a la clínica y a fin de mejorar la calidad del servicio ofrecido, bien especificando la función singular del enfermero. Y en este sentido sugiere utilizar métodos de resolución de problemas, así como otras disciplinas tales como la fisiología, la psicología, la sociología, e incluso la economía. A través de la investigación, la enfermería puede evaluar su funcionamiento y medir la eficacia de los cuidados dispensados a las personas a cargo.

## Consideraciones generales sobre la obra de Virginia Henderson
La sola evocación del nombre de Virginia Henderson, en los medios ligados a la salud se traduce casi inmediatamente en unos pocos clichés tales como : (1) « las catorce necesidades fundamentales »; (2) « la gestión de los cuidados en salud (healthcare approach) »; (3) « el modelo conceptual » … De todas maneras, reducir el pensamiento de Virginia Henderson de la forma tan simple indicada, es ocultar toda su riqueza y sus beneficios prácticos. Las recomendaciones de esta autora guardan actualidad y conservan utilidad aun cuando se produzcan grandes avances en las técnicas y manipulaciones que pueden aplicarse. En efecto, en el centro de las reflexiones de Virginia Henderson, se encuentran los cuidados y las atenciones tal cual deben ser concebidas y prodigadas en el día a día. Por encima de todo, son esos cuidados y atenciones, y la seguridad y tranquilidad transmitidas a través de ellos, lo que justifica la función específica de la enfermería y de todo lo que le rodea. Y son estas ideas lo que debe guiar la investigación y la capacitación. Sin duda se logrará un mayor éxito acordando tanta importancia a lo emocional y mental como a lo físico y lo biológico, y ello se debe ver reflejado tanto en la enseñanza, como en la gestión cotidiana de los recursos, y como en la elaboración de nuevas directrices y de nuevos protocolos.